# Микро Папинго
Микро Папинго (гръцки: Μικρό Πάπιγκο) е село в северозападна Гърция. Населението му е 56 души. Административно принадлежи към дем Загори.
Разположено е на 35 km северно от регионалния център Янина в полите на планината Тимфи на 970 м надморска височина. Селото е удобен начален пункт за изкачването на Тимфи.